# Leecher (informatica)
Nell'informatica e in particolare nello slang di Internet, un leech è una persona che trae beneficio, generalmente in modo intenzionale, dalle informazioni o dallo sforzo degli altri senza offrire nulla in cambio, o che fa offerte solo simboliche per evitare di essere definito tale. In economia, questo tipo di comportamento è chiamato "free riding" ed è associato al cosiddetto problema del free rider. Il termine ha avuto origine durante l'era dei BBS, quando ci si riferiva agli utenti che scaricavano file senza caricarne altri in cambio.
A seconda del contesto, il termine "leeching" non indica necessariamente un uso illegale delle risorse informatiche, ma spesso si riferisce a un comportamento avido che contravviene alle regole di buona condotta: in altre parole, indica l'uso eccessivo di ciò che viene offerto gratuitamente, senza contribuire in modo adeguato alla comunità che fornisce tali risorse. Il termine può essere usato anche senza connotazione negativa, semplicemente per indicare lo scaricamento di grandi quantità di informazioni: ad esempio il lettore di news Usenet NewsLeecher. 
Il nome "leech" deriva dalla sanguisuga, un animale che succhia il sangue e poi tenta di andarsene inosservato. Vengono usati anche altri termini, come "freeloader", "mooch" e "sponge", ma il termine più comunemente usato è leech.

## Esempi
- I leech Wi-Fi si connettono a reti wireless aperte senza che il proprietario ne sia a conoscenza per accedere a Internet. Un esempio di questo fenomeno è quando qualcuno si collega al servizio wireless gratuito di un bar dalla propria auto nel parcheggio per scaricare grandi quantità di dati. Il termine utilizzato per descrivere questo comportamento è Piggybacking.
- Il Direct linking (o hot-linking) è una forma di furto di banda che si verifica quando si inserisce un oggetto collegato non autorizzato, spesso un'immagine, da un sito in una pagina web appartenente a un secondo sito (il leech).
- Nella maggior parte delle reti P2P, il leeching può essere definito come un comportamento che consiste nello scaricare più dati, nel tempo, di quanti l'individuo ne carichi per altri client, riducendo così la velocità della rete. Il termine viene utilizzato in modo simile per le directory FTP condivise. Fondamentalmente, fare "leeching" significa prendere senza dare.
- Rivendicare il merito o offrire in vendita contenuti liberamente disponibili, creati e caricati da altri su Internet (Plagio / Copyfraud).

## Gaming
Nei giochi di ruolo (siano essi da tavolo, dal vivo o MMORPG), il termine "leech" indica un giocatore che evita lo scontro, lasciando che altri combattano e accumulino esperienza al suo posto.
- Nel contesto dei giochi online multigiocatore, il termine "to leech" si riferisce generalmente a un giocatore che partecipa all'ottenimento di una ricompensa senza contribuire attivamente allo sforzo di squadra necessario per ottenerla. Sebbene in passato il termine "leeching" sia stato applicato a qualsiasi beneficio ottenuto esclusivamente grazie agli sforzi altrui, oggi viene utilizzato più spesso per indicare i giocatori che ottengono esperienza senza fornire un contributo significativo. Tuttavia, anche se questo di solito ha delle connotazioni negative, non è sempre così; ad esempio, negli MMO in cui è possibile il power leveling, un giocatore di livello superiore potrebbe deliberatamente consentire a un giocatore di livello inferiore di guadagnare esperienza senza assistere, solitamente a causa del pericolo per il giocatore di livello inferiore. Nelle situazioni in cui la quantità di assistenza che un giocatore di livello inferiore può fornire è trascurabile (come spesso accade durante il power leveling, a causa della disparità tra i mob bersaglio e il giocatore), un giocatore di livello superiore potrebbe incoraggiare deliberatamente il giocatore di livello inferiore a fare "leech" per evitare di sprecare tempo a proteggere il giocatore di livello inferiore, tempo che potrebbe altrimenti essere impiegato per raggiungere più rapidamente l'obiettivo di guadagnare punti esperienza. Tuttavia, di solito si tratta di un accordo tra amici o compagni di gilda, e le richieste indesiderate di fare "leech" di esperienza da un giocatore di livello superiore sono spesso considerate estremamente maleducate.
- Nei MMORPG più popolari, si è diffuso un modo alternativo per riferirsi a un "leecher" (specialmente uno che fa "leeching" di oggetti, al contrario dell'esperienza), ovvero "Ninja" (in riferimento ai riflessi fulminei necessari per reclamare la ricompensa tra la sua apparizione e il suo recupero da parte del giocatore più meritevole). Questo termine può essere usato sia come sostantivo ("Il Giocatore Uno è un ninja del bottino!") sia come verbo ("Il Giocatore Uno continua a fare il ninja su tutti i bottini!"). Tuttavia, un "ninja" potrebbe non essere necessariamente un "leecher", in quanto a volte contribuisce all'obiettivo; il termine "ninja" si applica più a un giocatore che reclama un oggetto in modo scorretto, o perché il gruppo ha concordato in anticipo di passare l'oggetto a un particolare giocatore, o prendendo l'oggetto prima che il gruppo possa determinare quale giocatore lo riceva equamente attraverso qualsiasi processo concordato (di solito tirando i dadi, che è simulato in molti MMO tramite un comando "/random" o "/roll").
- Questo è diverso dal "kill stealing", in cui un giocatore usa un attacco al momento giusto per uccidere un nemico e ottenere i punti esperienza, che può essere vantaggiosa o meno per il giocatore. In alcuni giochi, i punti esperienza vengono assegnati alla persona che infligge il colpo finale a un nemico, oppure a chi infligge una quantità significativa di danni, indipendentemente da chi ha colpito per ultimo. Il kill stealing può, in questo modo, essere applicato come una forma inversa di leeching: impedisce a un altro giocatore di guadagnare punti esperienza, indipendentemente dal suo impegno.

## Prevenzione
- Fin dall'epoca dei BBS degli anni '80 e dei primi anni '90, molti sistemi hanno implementato una politica di ratio (rapporto, in italiano), che richiede il caricamento (upload) di una certa quantità di dati per ogni quantità scaricata (download). Questa pratica continua a essere presente nell'era di internet, in sistemi come BitTorrent.
- Le reti Wi-Fi possono implementare diverse tecnologie di autenticazione e controllo degli accessi per prevenire il fenomeno del leeching. Le più comuni sono le tabelle di autorizzazione degli indirizzi MAC dei client (deprecate a causa dell'insicurezza), Wired Equivalent Privacy (deprecato a causa dell'insicurezza) e Wi-Fi Protected Access.
- È possibile prevenire il leeching della larghezza di banda eseguendo uno script anti-leeching sul server del sito web. Questo può bandire automaticamente gli indirizzi IP che effettuano leeching o reindirizzarli a file non funzionanti.

## Reti P2P
Tra gli utenti del protocollo di distribuzione file BitTorrent e delle P2P più diffuse, come la rete eDonkey o Gnutella2, un leech è un utente che si disconnette non appena ottiene una copia completa di un determinato file, riducendo al minimo o evitando del tutto il caricamento dei dati.
Tuttavia, sulla maggior parte dei siti tracker BitTorrent, il termine leecher viene utilizzato per tutti gli utenti che non sono seeder (il che significa che non hanno ancora il file completo). Poiché i client BitTorrent di solito iniziano a caricare i file quasi subito dopo aver iniziato a scaricarli, tali utenti solitamente non sono dei freeloader (persone che non caricano affatto dati nello scambio). Pertanto, questo tipo di leeching è considerato una pratica legittima. Raggiungere un rapporto upload/download di 1:1 (ovvero che l'utente ha caricato tanto quanto ha scaricato) in un client BitTorrent è considerato un requisito minimo di buona educazione all'interno della rete. Nella terminologia di questi siti BitTorrent, un leech diventa un seeder (un fornitore del file) quando ha terminato il download e continua a eseguire il client. Rimarranno dei seeder finché il file non verrà rimosso o distrutto (le impostazioni consentono al torrent di interrompere il seeding a un determinato rapporto di condivisione o dopo che sono trascorse X ore dalla distribuzione).
I cosiddetti "bad leecher" sono coloro che eseguono client appositamente modificati in modo da evitare di caricare dati. Ciò ha portato allo sviluppo di una moltitudine di tecnologie volte a vietare tali comportamenti scorretti dei client. Ad esempio, su BitTorrent, la maggior parte dei tracker privati tiene traccia della quantità di dati caricati o scaricati da un client per evitare il leeching, mentre sulle reti P2P reali sono stati introdotti sistemi come DLP (Dynamic Leecher Protection) (eMule Xtreme Mod, eDonkey network) o uploader rewarding (Gnutella2). Da notare che BitTorrent non è una rete P2P, ma solo un sistema di distribuzione di file P2P.
Il leeching è spesso visto come una minaccia alla condivisione peer-to-peer e come l'esatto opposto della pratica del seeding. Ma con l'aumento dei download, i caricamenti sono ancora garantiti, anche se la maggior parte dei servizi è gestita da pochi contributori del sistema.